# Lycoris uydoensis
Lycoris uydoensis är en amaryllisväxtart som beskrevs av M.Kim. Lycoris uydoensis ingår i släktet Lycoris och familjen amaryllisväxter. Inga underarter finns listade i Catalogue of Life.